# Olaf Rose
Olaf Volker Bernhard Rose (nacido en 1958) es un historiador y político alemán, miembro del Partido Nacionaldemócrata de Alemania (NPD). Rose se desempeñó como asesor parlamentario del  NPD en el Landtag de Sajonia y concejal de la ciudad de Pirna, siendo además cofundador de la Gesellschaft für freie Publizistik.  De 2008 a 2009, fue miembro de la junta federal del NPD. Desde noviembre de 2015 se desempeña en esta función nuevamente.
Nació en Arnsberg en Renania del Norte-Westfalia. Un objetor de conciencia, optó por la Zivildienst en lugar del servicio militar. Estudió alemán e historia en la Universidad Ruhr de Bochum, y en 1992, recibió un doctorado en historia militar de la Universidad Helmut-Schmidt de la Bundeswehr. Su tesis, que fue apoyada financieramente por la Sociedad de Clausewitz, exploró la influencia de Carl von Clausewitz como teórico militar en Rusia y la Unión Soviética. Como estudiante y joven académico, compartió ciertas ideas de izquierda y contribuyó a las publicaciones con ideas izquierdistas. De 1987 a 1996, trabajó como archivero para el gobierno local de Herdecke y publicó trabajos sobre historia local.
En las elecciones federales alemanas de 2009, se postuló sin éxito a diputado del Bundestag por la circunscripción de Sächsische Schweiz-Osterzgebirge. El 3 de marzo de 2012, fue candidato para el cargo de presidente de Alemania en las elecciones de 2012 por el NPD, obteniendo sólo tres de los 1.228 votos electorales (=0,24%).